# Mika Aaltonen
Mika Aaltonen (Turku, 16. studenog 1965.) je finski umirovljeni nogometaš i bivši nacionalni reprezentativac.
Tijekom svoje igračke karijere Aaltonen je osim u domovini, igrao i u Italiji, Švicarskoj, Njemačkoj i Izraelu. Nogometnu karijeru je prekinuo u relativno mladoj dobi, s 29 godina. 
Kao igrač, Aaltonen je postao najpoznatiji kada je 1987. na utakmici Kupa UEFA protiv milanskog Intera na San Siru zabio fantastičan gol Walteru Zengi. Manje-više, taj gol mu je omogućio transfer u milanski klub.
Razlog preranom prekidu karijere bila je konstantna ozljeda gležnja te želja igrača da se koncentrira na studij. Naime, Aaltonen je još kao igrač studirao ekonomiju da bi kasnije stekao i titulu doktorata iz ekonomskih znanosti u rodnom Turkuu. Predaje na Sveučilištu Aalto te londonskoj poslovnoj školi London School of Economics. Autor je nekoliko knjiga, uključujući i onu o robusnosti iz 2010.

## Osvojeni trofeji

### Klupski trofeji
| Klub          | Trofej           | Sezona / godina |
| Njemačka      | Njemačka         | Njemačka        |
| ------------- | ---------------- | --------------- |
| Hertha Berlin | 2. Bundesliga    | 1989./90.       |
| Finska        |                  |                 |
| TPS           | Finski kup       | 1991.           |
| TPV           | Finsko prvenstvo | 1994.           |

## Vanjske poveznice
- Profil igrača na National Football Teams.com